# بي كيه إن أورلن

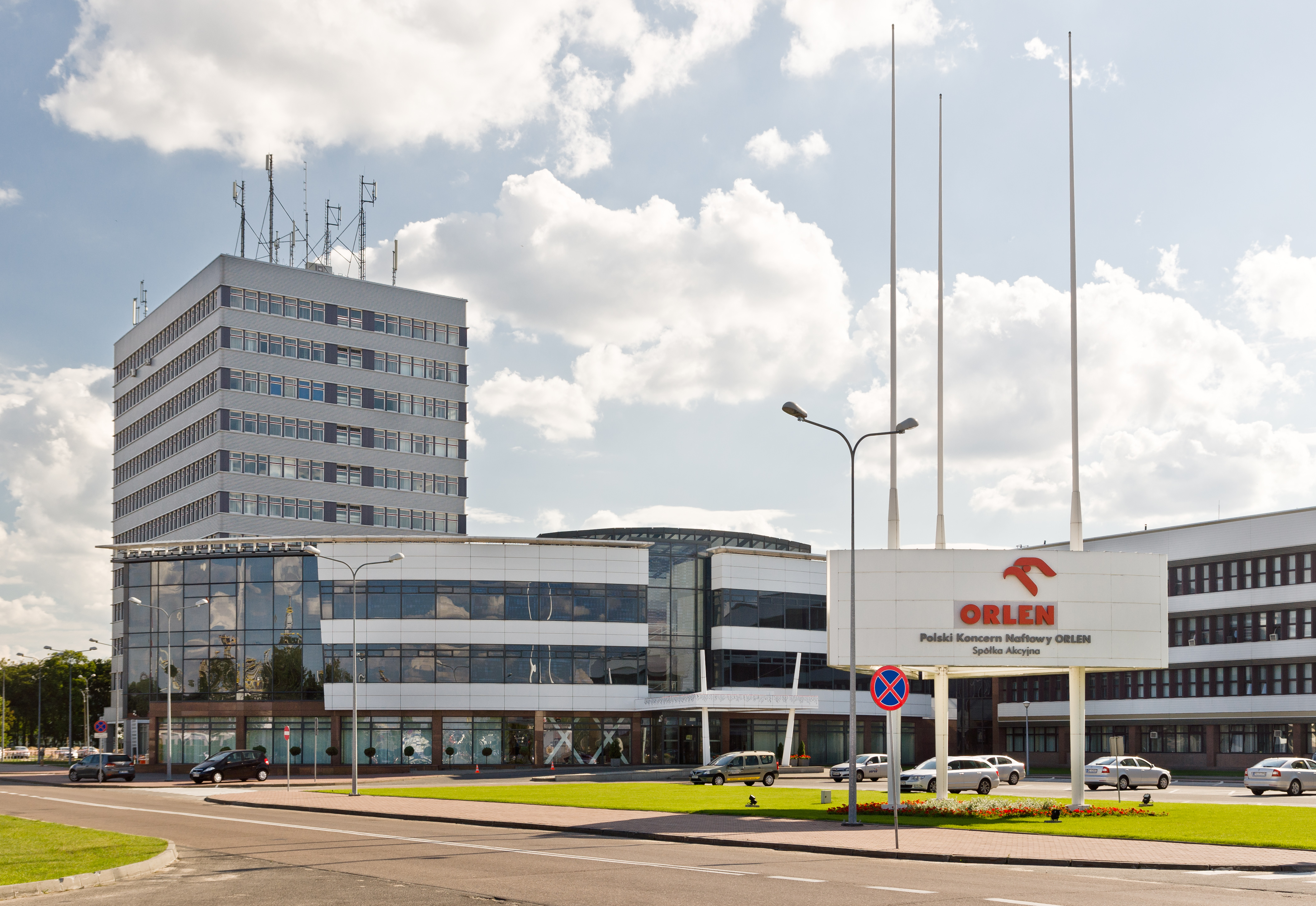
المقر الرئيسي بي كيه إن أورلن في Płock ، بولندا.

بي كيه إن أورلن (بالبولندية: Polski Koncern Naftowy Orlen)‏ هي إحدى شركات تكرير النفط البولندية الكبرى وبائع التجزئة للبنزين. الشركة هي شركة أوروبية مهمة للتداول العام ولها عمليات كبرى في بولندا وجمهورية التشيك وسلوفاكيا وألمانيا ودول البلطيق . تُعد "أورلين" أحد الرعاة الرئيسيين لفريق " ويليامز ريسينغ فورمولا 1 ، والكرة الطائرة البولندية، والمنتخبات الوطنية والبطولة الوطنية للسيدات .

## العلامات التجارية والشركات التابعة لـ مجموعة بي كيه إن

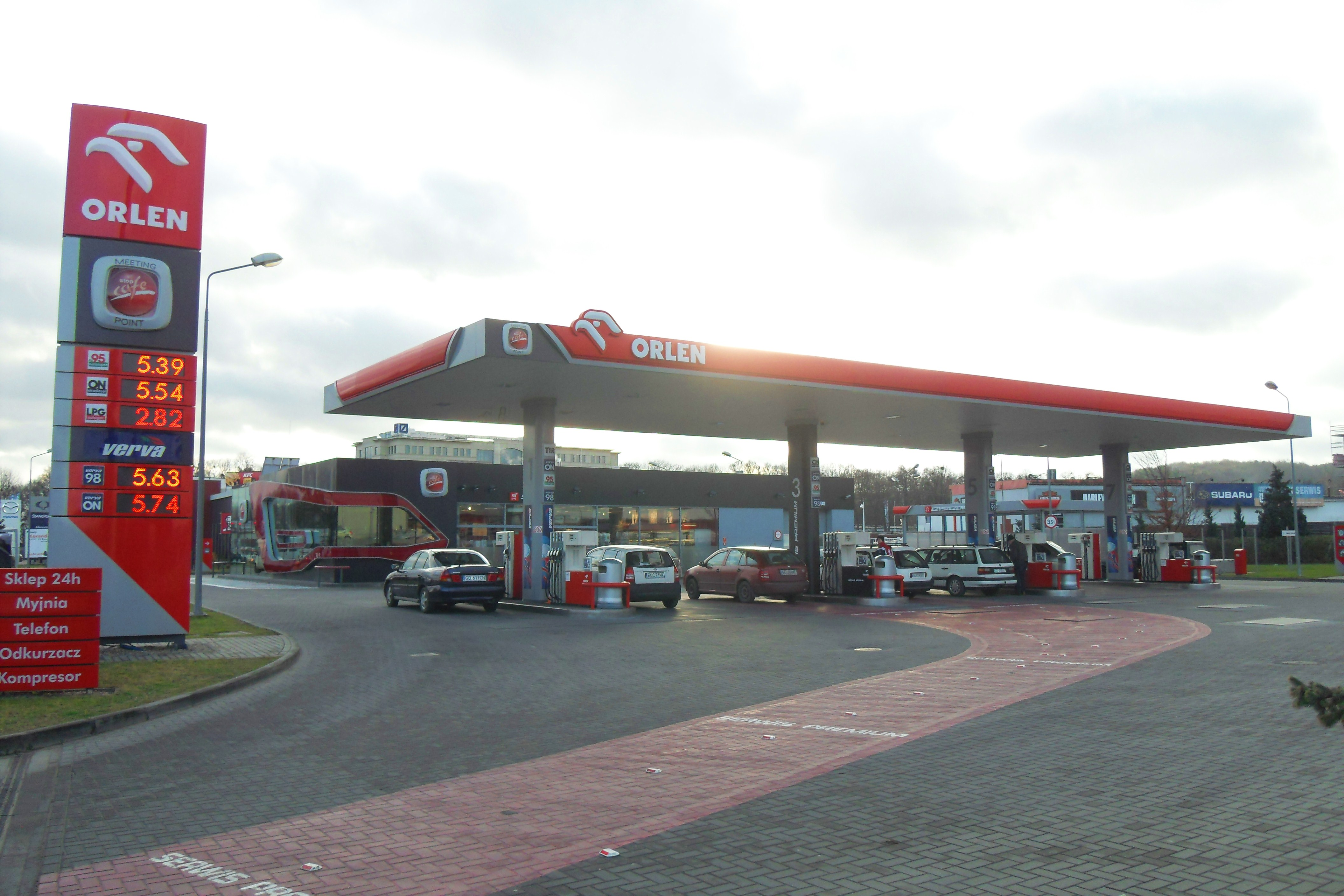
محطة أورلين في غدانسك ، شمال بولندا

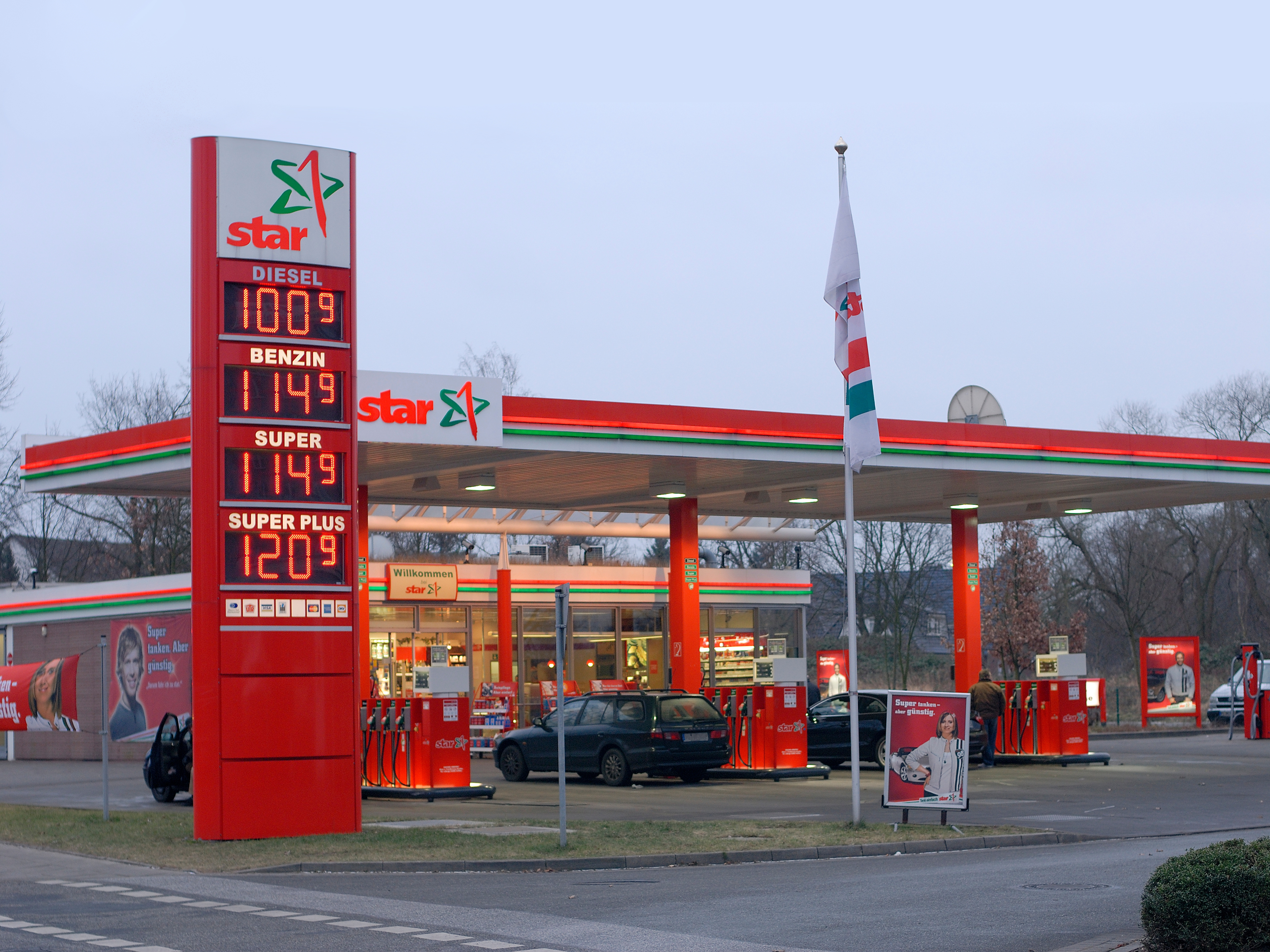
محطة ستار في ألمانيا

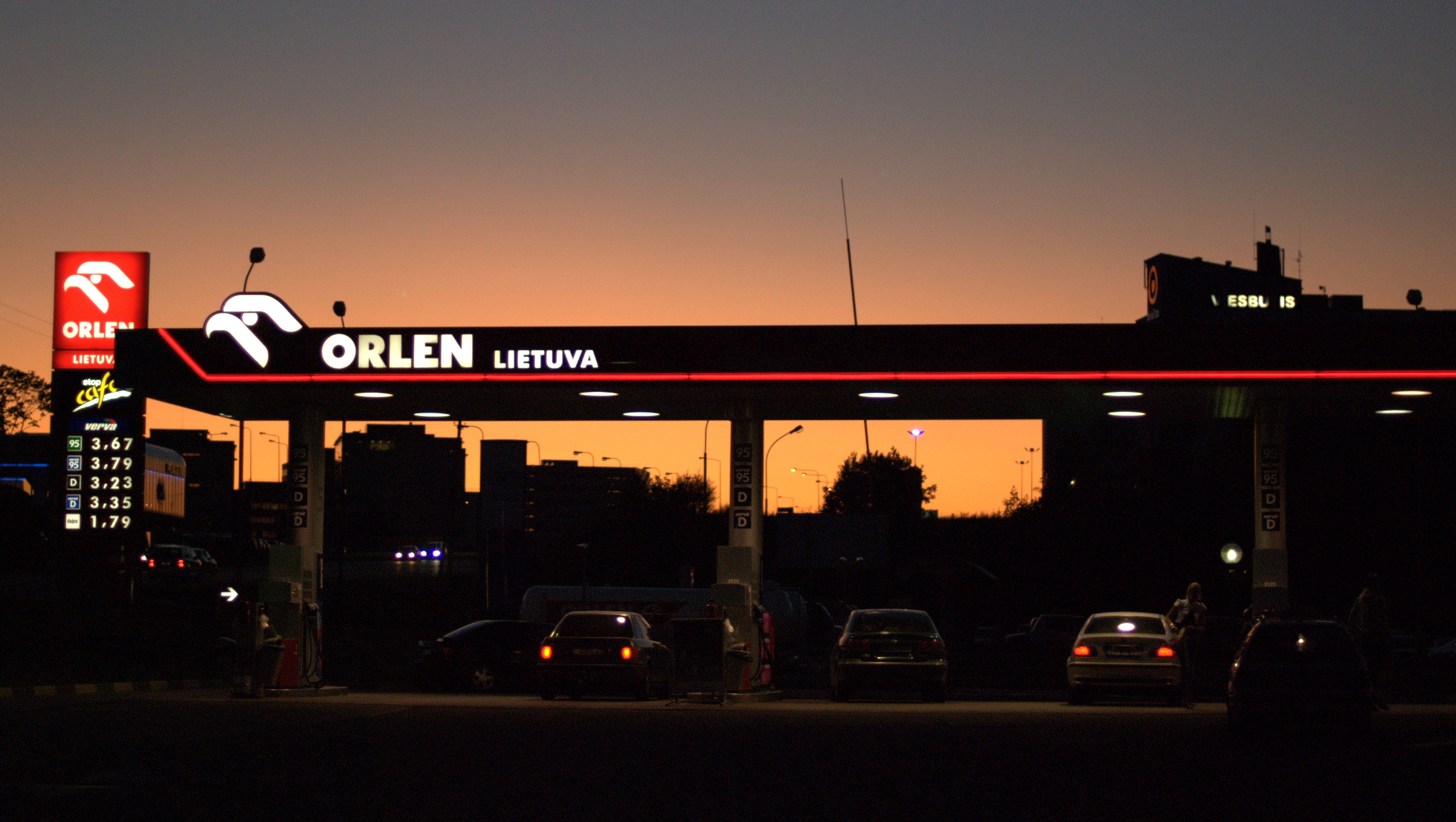
محطة أورلين في ليتوانيا

- أورلين (العلامة التجارية لمحطة وقود السوق البولندية)
- ستار (العلامة التجارية لمحطة وقود السوق الألمانية) [13]
- يونيبترول (شركة البترول الوطنية التشيكية) [14]
- بنزينا (العلامة التجارية لمحطة وقود السوق التشيكية والسلوفاكية) [15]
- سبولانا (الشركة الكيماوية التشيكية) [16]
- أورلين ليتوفا [17]
- أورلين باليوا
- خدمة السفينة
- أورلين كولترانس
- اورلين للنقل
- زيت أورلين
- مختبرات أورلين
- أورلين أسفلت
- أورلين سيرويس
- أورلين بروجيكت
- أورلين بودونافت
- سولينو (محلول ملحي صناعي)
- باسيل أورلن بولي أولفين (اللدائن والمواد الاصطناعية)
- أنويل (الشركة الكيميائية البولندية)
- أورلين المنبع
- شركة أورلين الدولية للاستكشاف والإنتاج

## روابط خارجية
- الموقع الرسمي